# Национальная миссия рукописей Индии
Национальная миссия рукописей Индии (хинди राष्ट्रीय पाण्डुलिपि मिशन) — это инициативное государственное агентство Индии, функционирующее в рамках Министерства культуры Индии. Миссия была создана с целью исследования, поиска, оцифровки и сохранения индийских рукописей для создания национальной базы данных, обеспечивающей более широкий доступ, повышение осведомлённости и содействие использованию материалов в образовательных и научных целях. Миссия была инициирована в феврале 2003 года правительством Индии через Национальный центр искусств Индиры Ганди.
Национальная миссия рукописей Индии играет важную роль в сохранении культурного наследия страны и содействует развитию современных технологий для обеспечения долговечности исторических материалов. Особое внимание уделяется редким и старинным рукописям, связанным с различными культурами и языками Индии, включая санскрит, пали, тамила и другие.

## Структура
Национальная миссия включает несколько ключевых организаций:
- Центральный институт буддийских исследований
- Национальный центр искусств Индиры Ганди
- Департамент языка и культуры Индии
- Институт санскритских и индологических исследований

## Деятельность
Миссия фокусируется на:
- Сборе и сохранении индийских рукописей, включая их оцифровку и создание цифровых архивов.
- Развитии системы поиска и предоставления доступа к цифровым копиям рукописей.
- Сотрудничестве с национальными и международными научными учреждениями для распространения знаний о рукописях и их значении в индийской культуре и истории.